# Смертна кара в КНР
Смертна кара в КНР застосовується частіше, ніж в будь-якій іншій країні, хоча офіційна статистика досі не повідомляє точної кількості страчених (орієнтовно вона становить 15000 щороку). Наразі смертна кара застосовується як покарання за цілий ряд злочинів (за даними правозахисних організацій, у 2018 році в КНР страчено понад 16000 людей за корупційні злочини). Переважна більшість страт застосовується за незаконний обіг наркотиків у великих розмірах і корупцію у великих масштабах. Смертна кара не застосовується в Гонконзі і регіоні Макао, які є самостійними юрисдикціями відповідно до принципу «одна країна, дві системи». Стаття 49 в китайському кримінальному кодексі забороняє смертну кару для злочинців, яким було менше ніж 18 років на момент скоєння злочину. Також в КНР існує практика винесення в деяких випадках смертного вироку з відстрочкою виконання строком на 2 роки. Найчастіше така відстрочка означає звільнення від смертної кари, оскільки, згідно зі статтею 50 Кримінального кодексу КНР, якщо в ході цього терміну засуджений не вчинить умисного злочину, то йому можуть замінити смертний вирок на довічне ув'язнення (а «при дійсно серйозній спокуті провини заслугами» — позбавленням волі на строк від 15 до 20 років).

## Процедура страти
Наразі в КНР страта здійснюється за допомогою смертельної ін'єкції, до цього застосовувався розстріл.
Смертний вирок повинен бути оголошений публічно. Смертні вироки можуть бути виконані на спеціально відведених для цього територіях, в місцях утримання під вартою або в спеціальних мобільних фургонах.
У деяких районах Китаю немає конкретних правил та інструкцій щодо виконання смертної кари. Спеціальна команда заздалегідь обирає місце, яке стане місцем страти. В такому випадку, зазвичай, територія кари має три периметри: внутрішній — 50 метрів — для безпосереднього виконання вироку; радіус 200 метрів від центру — для оточення Народною озброєною міліцією, і в радіусі 2 км — лінія відповідальності місцевої поліції. Громадськість, як правило, не допускається спостерігати за стратою.
Роль ката в минулому виконували сили Народної озброєної міліції, останнім часом її бере на себе юридична поліція.
З 1949 року найбільш поширеним методом страти був розстріл, але останнім часом він у більшості випадків замінений смертельною ін'єкцією. Вона частіше використовується для засуджених за економічні злочини та корупцію, в той час як розстріли використовуються для засуджених за вбивство і наркоторгівлю. Існує, однак, загальна тенденція до того, щоб повністю перейти на смертельну ін'єкцію, оскільки економічна вигода такого методу очевидна. За використання саме цього методу виступає і відповідний комітет Центрального народного уряду, аргументуючи свій вибір тим, що даний спосіб покарання менш болісний і більш гуманний.
Виконання смертної кари контролюється співробітниками прокуратури. Судові органи перевіряють особистість злочинця, ставлять запитання, чи бажає він сказати останні слова перед смертю, а потім доставляють його до ката для виконання смертного вироку.
Народний суддя, викликаний для керівництва проведенням страти, повинен надати доповідь про виконання вироку в Верховний народний суд.
Народний суд після виконання повідомляє родичів страченої особи.

## Поступове зменшення кількості смертних вироків і «розстрільних» статей
У КНР існує тенденція до скасування смертної кари з одночасним збільшенням максимальних термінів ув'язнення. У 2011 році була скасована смертна кара за 13 ненасильницьких злочинів (такі як: крадіжка, контрабанда простих товарів і предметів, шахрайство з фінансовими векселями), при цьому максимальний термін покарання за кілька злочинів збільшено з 20 до 25 років. 1 листопада 2015 року набули чинності ухвалені в серпні того ж року поправки до Кримінального кодексу, які скасували смертну кару ще за 9 злочинів (серед них: контрабанда зброї та боєприпасів, поширення чуток, організація проституції або примус до заняття проституцією, перешкоджання виконання військового обов'язку). У квітні 2016 року було оголошено, що смертна кара до корупціонерів буде застосовуватися лише в разі, якщо сума викраденого майна (або хабаря) перевищує 3 млн юанів (близько 460 тис. доларів).

## Необґрунтовані смертні вироки та боротьба громадськості за скасування смертної кари
У Китаї іноді виправдовують тих, хто засуджений до смертної кари (іноді посмертно). Наприклад, 2 грудня 2016 року Верховним народним судом КНР було скасовано вирок, винесений Не Шубіню (страчений в 1995 році). У 2016 році були виправдані та випущені на свободу четверо чоловіків, яким раніше винесли смертні вироки з відстрочкою на 2 роки.
У Китаї відзначаються спроби громадськості домогтися скасування смертної кари або пом'якшення покарання смертників. Наприклад, в листопаді 2016 року було страчено за вбивство співробітника сільської адміністрації Цзя Цзінлуна. Критики смертного вироку вели кампанію в соціальних мережах і вказували, що влада могла б визнати пом'якшувальними обставини справи — знесення будинку смертника і його спроби здатися владі.

## Питання трансплантації органів
У Китаї станом на 2006 рік близько половини смертельних страт проводилися шляхом введення смертельної ін'єкції. Засудженого зазвичай забирає спеціальний мобільний фургон (Jinguan Auto), в якому за участю лікарів проводиться сама страта. Використання ін'єкцій і проведення процедури в фургоні дозволяють здешевити та прискорити страту: не потрібне спорудження спеціальних приміщень, натомість для ін'єкції потрібно лише чотири людини. За деякими повідомленнями, часто органи убитих (наприклад, нирки), але не серце, оскільки воно не придатне для медичного застосування в силу незворотних змін під впливом препаратів смертельної ін'єкції, продаються для трансплантації, в тому числі, ймовірно, нелегальної, а застосування фургонів прискорює доставлення органів і дозволяє скоротити час між смертю і пересадкою органа. Вилучення деяких органів, наприклад, печінки, має проводитися не пізніше 5 хвилин після зупинки серця (при цьому, наприклад, в США вважається, що при вилученні органів раніше, ніж через 10-15 хвилин після смертельної ін'єкції причиною смерті може бути сам хірургічний процес). Рештки загиблих кремують незабаром після страти, без пред'явлення родичам або незалежним свідкам.
За окремими публікаціями, страчені через розстріл також можуть служити джерелом органів для пересадки, при цьому може проводитися «тимчасовий постріл» («нескінчена кара»), що завдає важкі рани та дозволяє офіційно оголосити засудженого мертвим (без зазвичай необхідного в західних країнах визнання смерті мозку або зупинки кровообігу). Потім проводиться доставлення пораненого в госпіталь для збору органів і фактичного завершення процедури умертвіння.
Відомо, що в Китаї проводиться набагато більше трансплантацій, близько 10-20 тисяч в рік, ніж, за офіційними даними, є органів від добровільних донорів. Наприклад, на 8-10 тисяч пересадок нирок лише близько 3-4 % органів було отримано від добровольців. Починаючи з середини 2014 року, за заявою влади КНР, подібне вилучення органів при страті буде проводитися тільки за згодою засудженого.